# ۸۳۵ (خورشیدی)
۸۳۵ هشتصد و سی و پنجمین سال هجری خورشیدی است.